# 8-й набор астронавтов НАСА

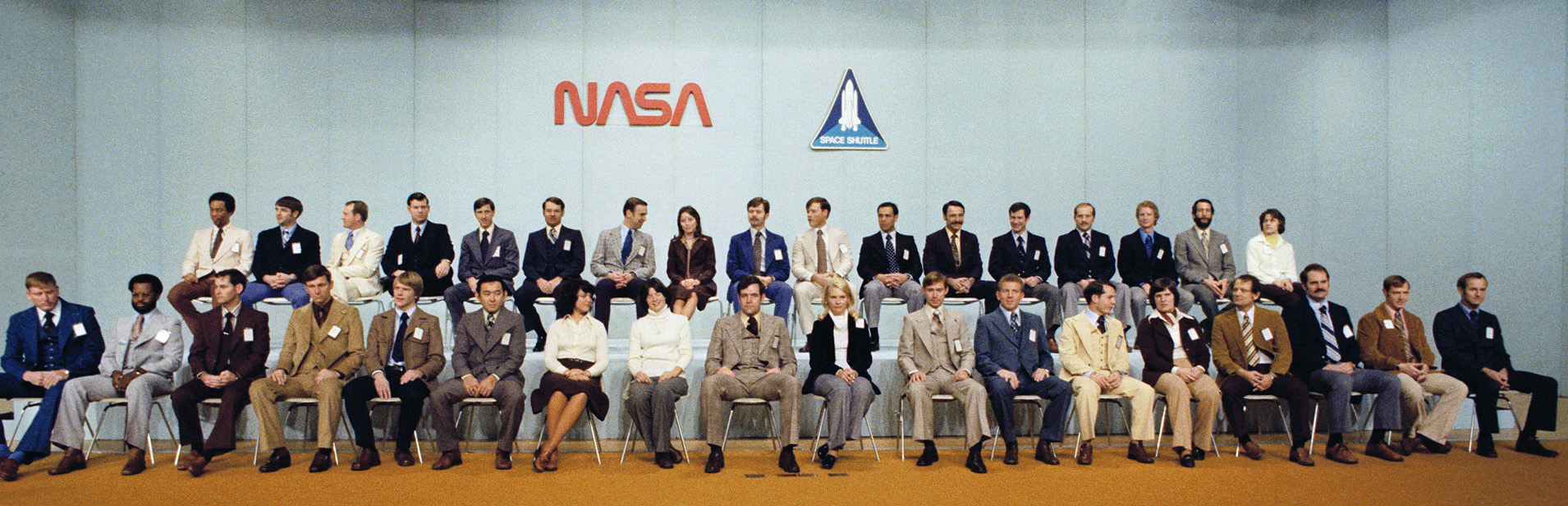

8-й набор астронавтов НАСА (англ. TFNG / Thirty-Five New Guys, «Тридцать пять новых парней») — набор астронавтов, производившийся НАСА в 1976—1977 годах. Первый набор, в котором допущены кандидаты женщины, и первый набор астронавтов для миссий шаттлов. Как и все наборы астронавтов НАСА (кроме 1-го в 1959-м), являлся открытым. Таким образом, в январе 1978 года было выбрано 35 астронавтов НАСА, в том числе первые женщины-космонавты.

## Статистические данные
Всего было прислано 24 618 заявок, из них требованиям НАСА удовлетворяли 8037 (по др. данным — 8079) (из них 1142 женщины).
6735 человек претендовали на должность специалиста полёта, а 1302 проходили как пилоты.
В JSC на недельное обследование было отправлено 208 человек, разбитых на 10 групп (80 — обследовались как пилоты, 128 — как специалисты полёта) Впервые были допущены женщины (21). Каждая группа обследовалась около недели.
29.07.1978 — кандидаты в космонавты 8-го набора приступили к тренировкам. Среди 35 отобранных были 14 гражданских и 21 военный; 29 мужчин (4 — из национальных меньшинств) и 6 женщин; 15 пилотов и 20 специалистов полёта.
11.07.1978 — космонавты 8-го набора приступили к тренировкам.
август 1979 — космонавты 8-го набора закончили подготовку.

## Список астронавтов 8-го набора
|         | Ф. И. О.                         | Дата рождения / Дата смерти | Номер космонавта | Кол-во полётов      | Профессия, специальность  | Завершение карьеры                     | Примечания                                                                                    |
| ------- | -------------------------------- | --------------------------- | ---------------- | ------------------- | ------------------------- | -------------------------------------- | --------------------------------------------------------------------------------------------- |
| 1 ms    | Блуфорд, Гайон Стюарт, мл. «Гай» | 22.11.1942                  | Космонавт-125    | 4 полёта            | ВВС, лётчик, инженер      | …07.1993                               | 2000 — вице-президент Федерального управления данных                                          |
| 2 p     | Бранденстайн, Дэниел Чарлз «Ден» | 17.01.1943                  | Космонавт-124    | 4 полёта            | ВМС, лётчик-испытатель    | 1.10.1992                              | ?                                                                                             |
| 3 ms    | Бакли, Джеймс Фредерик «Джим»    | 20.06.1945                  | Космонавт-157    | 4 полёта            | КМП, инженер              | …08.1992                               | 1998 — менеджер по программе МКС                                                              |
| 4 ms    | Ван Хофтен, Джеймс «Окс»         | 11.06.1944                  | Космонавт- 141   | 2 полёта            | Гражд., лётчик, учёный    | 1.08.1986                              | ?                                                                                             |
| 5ms     | Гарднер, Дейл Аллан              | 8.11.1948 19.02.2014        | Космонавт-126    | 2 полёта            | ВМС, лётчик, инженер      | 1988                                   | 1991 — служил в космич. командовании США в Колорадо.                                          |
| 6 p     | Гибсон, Роберт Ли «Хут»          | 30.10.1946                  | Космонавт-132    | 5 полётов           | ВМС, лётчик-испытатель    | … 01.1996                              | 1996 — ушёл в отставку из NASA                                                                |
| 7p      | Грегори, Фредерик Дрю «Фред»     | 7.01.1941                   | Космонавт-165    | 3 полёта            | ВВС, лётчик-испытатель    | 31.03.1992                             | 2002 — космонавт-менеджер НАСА                                                                |
| 8p      | Григгс, Стэнли Дейвид            | 7.09.1939 17.06.1989        | Космонавт-161    | 1 полёт             | Гражд., лётчик            | 17.06.1989                             | Погиб 17.06.1989                                                                              |
| 9p      | Кови, Ричард Освальд «Дик»       | 1.08.1946                   | Космонавт-179    | 4 полёта            | ВВС, лётчик-испытатель    | 11.07.1994                             | 1998 — зам. директора космич. программы                                                       |
| 10 p    | Коутс, Майкл Ллойд «Майк»        | 16.01.1946                  | Космонавт-144    | 3 полёта            | ВМС, лётчик-испытатель    | 1.08.1991                              | 1991 — работал в фирме «Лорэл Корпорейшн»                                                     |
| 11 p    | Крейтон, Джон Оливер             | 28.04.1943                  | Космонавт-169    | 3 полёта            | ВМС, лётчик-испытатель    | 15.07.1992                             | ?                                                                                             |
| 12 ж ms | Лусид, Шеннон                    | 14.01.1943                  | Космонавт- 170   | 5 полётов           | Гражд., науч. сотрудник   | 2.07.2002                              | 2002 — космонавт-менеджер НАСА                                                                |
| 13 p    | Макбрайд, Джон Эндрю             | 14.08.1943                  | Космонавт-149    | 1 полёт ВМС, лётчик | 12.05.1989                | ? — президент фирмы «Фланг Энгл Корп.» |                                                                                               |
| 14 ms   | Макнейр, Роналд Эрвин            | 21.10.1950 28.01.1986       | Космонавт-133    | 2 полёта            | Гражд., научный сотрудник | 28.01.1986                             | Погиб при старте «Челленджера»                                                                |
| 15 ms   | Муллейн, Ричард Майкл «Майк»     | 10.09.1945                  | Космонавт-147    | 3 полёта            | ВВС, инженер              | 1.08.1990                              | ?                                                                                             |
| 16 p    | Нейджел, Стивен Рей              | 27.10.1946 21.08.2014       | Космонавт-171    | 4 полёта            | ВВС, лётчик-испытатель    | 1.03.1995                              | 2002 — космонавт-менеджер НАСА. Умер от рака.                                                 |
| 17 ms   | Нельсон, Джордж Драйвер «Пинки»  | 13.07.1950                  | Космонавт-140    | 3 полёта            | Гражд., научный сотрудник | 30.06.1989                             |                                                                                               |
| 18 ms   | Онидзука, Эллисон Сёдзи          | 24.06.1946 28.01.1986       | Космонавт-158    | 2 полёта            | ВВС, инженер              | 28.01.1986                             | Погиб при старте «Челленджера»                                                                |
| 19 ж ms | Райд, Салли Кристен              | 26.05.1951 23.07.2012       | Космонавт- 122   | 2 полёта            | Гражд., научный сотрудник | 15.08.1987                             | 2000 — преподавала в Калифорнийском ун-те. Умерла от рака.                                    |
| 20 ж ms | Резник, Джудит Арлен             | 5.04.1949 28.01.1986        | Космонавт-145    | 2 полёта            | Гражд., инженер           | 28.01.1986                             | Погибла при старте «Челленджера»                                                              |
| 21 ж ms | Салливан, Кэтрин Дуайер «Кэти»   | 3.10.1951                   | Космонавт-151    | 3 полёта            | Гражд., научный сотрудник | 25.06.1992                             | 1999 — член совета директоров компании                                                        |
| 22 ж ms | Седдон, Маргарет Ри              | 8.11.1947                   | Космонавт-162    | 3 полёта            | Гражд., медиц. работник   | 23.02.1998                             | 1999 — руководитель спецкомиссии НАСА                                                         |
| 23 ж ms | Симс*, Анна Ли («Тингл»)         | 24.08.1949                  | Космонавт- 155   | 1 полёт             | Гражд., медиц. работник   | Активн.                                | 1998 — глава Отделения планирования НАСА                                                      |
| 24 p    | Скоби, Фрэнсис Ричард            | 19.05.1939 28.01.1986       | Космонавт-139    | 2 полёта            | ВВС, лётчик-испытатель    | 28.01.1986                             | Погиб при старте «Челленджера»                                                                |
| 25 ms   | Стюарт, Роберт Ли                | 13.08.1942                  | Космонавт-135    | 2 полёта            | Армия, лётчик-испытатель  | 1986г                                  | ? — работал в космическом командовании США                                                    |
| 26 ms   | Тагард, Норман Эрл «Норм»        | 3.07.1943                   | Космонавт-121    | 5 полётов           | Гражд. лётчик, медик      | 16.01.1996                             | 1996 — профессор двух ун-тов во Флориде                                                       |
| 27 p    | Уильямс, Доналд Эдвард           | 13.02.1942 23.02.2016       | Космонавт-160    | 2 полёта            | ВМС,лётчик-испытатель     | 1.03.1990                              | 1990 — занялся частным бизнесом.                                                              |
| 28 p    | Уокер, Дейвид Мэттисон «Дейв»    | 20.05.1944 23.04.2001       | Космонавт- 154   | 4 полёта            | ВМС, лётчик- испытатель   | 15.04.1996                             | умер в 2001г                                                                                  |
| 29 ms   | Фабиан, Джон Маккрири            | 28.01.1939                  | Космонавт-120    | 2 полёта            | ВВС, лётчик, инженер      | 31.12.1985                             | 1991 — вице президент ANSER Corp. (Analytical Services Inc)                                   |
| 30 ms   | Харт, Терри Джонатан             | 27.10.1946                  | Космонавт-142    | 1 полёт             | Гражд., инженер           | 15.06.1984                             | 1998 — вице-президент компании «Loral Space»                                                  |
| 31 p    | Хаук, Фредерик Хэмилтон «Рик»    | 11.04.1941                  | Космонавт-119    | 3 полёта            | ВМС,лётчик- испытатель    | 3.04.1989                              | 1989 — начальник системы ВМС OP-943                                                           |
| 32 ms   | Хоули, Стивен Алан               | 12.12.1951                  | Космонавт-146    | 5 полётов           | Гражд., научный сотрудник | 7.06.1990 2.07.2002                    | 2002 — заместитель директора Директората космической науки, медицины и биологии в КЦ Джонсона |
| 33 ms   | Хоффман, Джеффри Алан «Джефф»    | 2.11.1944                   | Космонавт-163    | 5 полётов           | Гражд., научный сотрудник | 9.07.1997                              | 1997 — представитель NASA в Париже                                                            |
| 34 p    | Шоу, Брюстер Хопкинсон           | 16.05.1945                  | Космонавт-128    | 3 полёта            | ВВС, лётчик-испытатель    | 1991 г                                 | 2001 — вице-президент компании Boeing Company                                                 |
| 35p     | Шрайвер, Лорен Джеймс            | 23.09.1944                  | Космонавт-156    | 3 полёта            | ВВС, лётчик-испытатель    | 30.11.1992                             | 2000 — зам.менеджера в фирме United Space Alliance                                            |